# Longford Castle

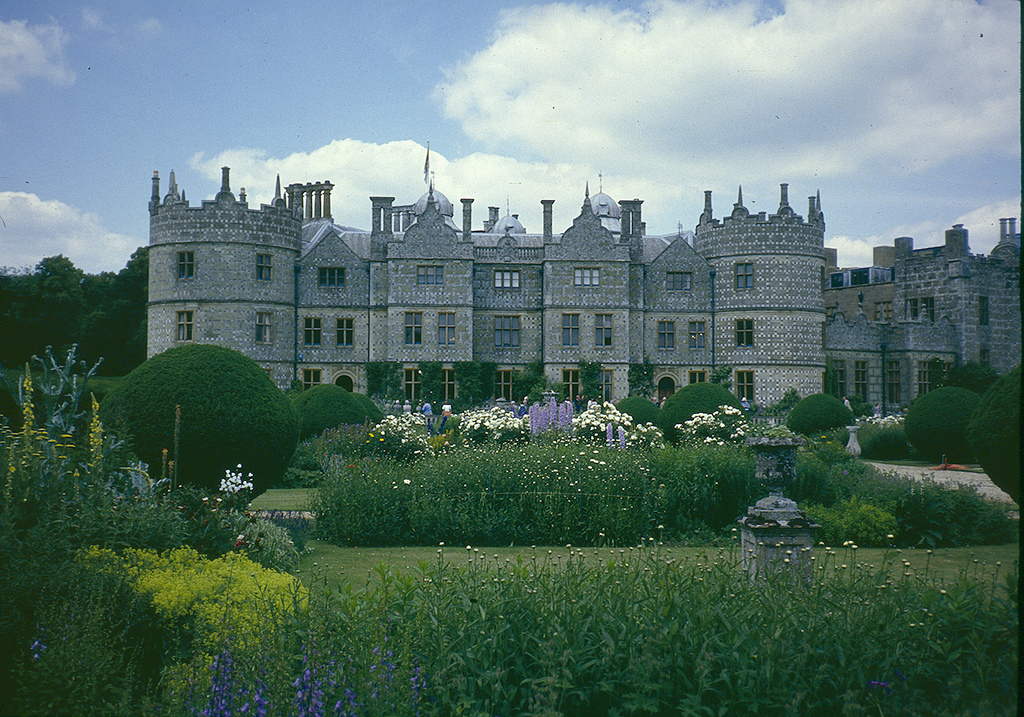
Longford Castle

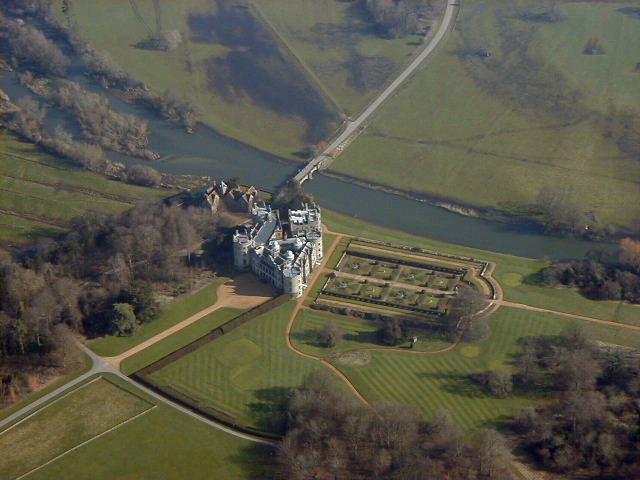
Longford Castle von oben

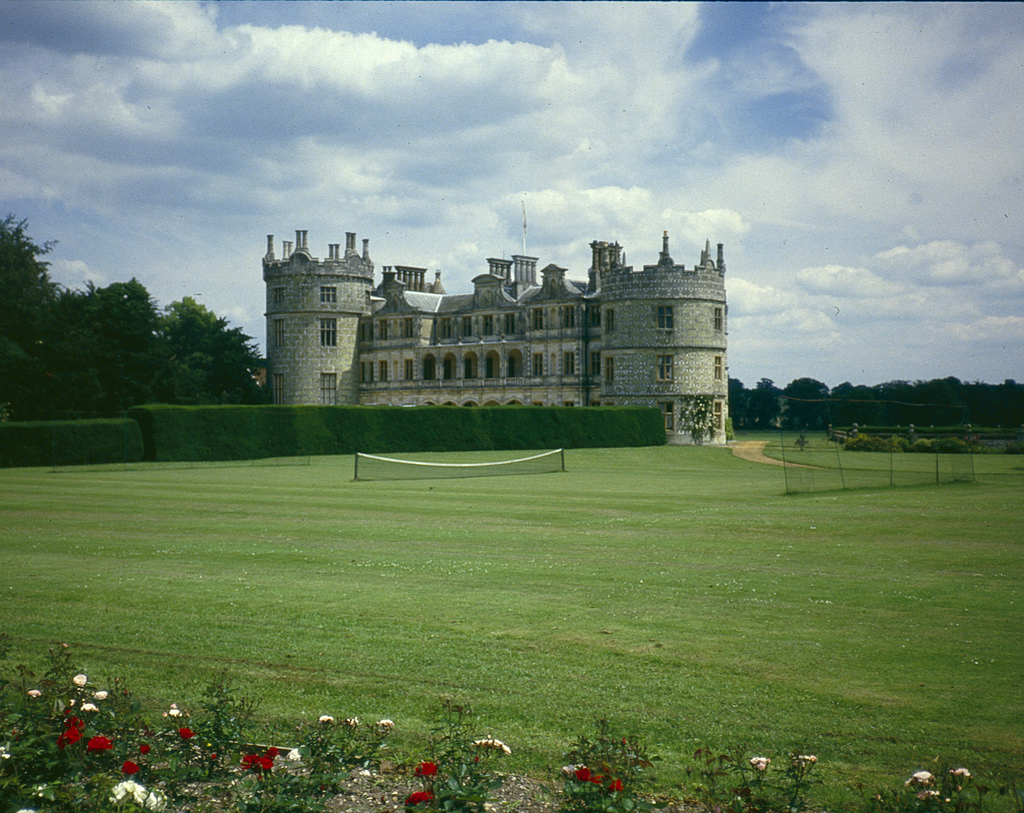
Rückseite von Longford Castle

Longford Castle ist ein Schloss an den Ufern des Avon südlich von Salisbury in der englischen Grafschaft Wiltshire. Es ist der Sitz der Earls of Radnor und ein Beispiel elisabethanischer Architektur.
1573 erwarb Thomas Gorges die Grundherrschaft (damals „Langford“ genannt), die ursprünglich der Familie Cervington gehörte. Vorher war das dort existierende Landhaus durch einen Brand beschädigt worden. Um 1576 heiratete Thomas Gorges Helena Snakenborg, die in Schweden geborene Witwe des William Parr, 1. Marquess of Northampton, und Hofdame der Königin Elisabeth I. Sie ließen das Anwesen in Longford als dreieckiges schwedisches Schloss an den Ufern des Flusses Avon wieder aufbauen. Die Bauarbeiten wurden wegen Problemen mit dem Untergrund sehr teuer. Sir Thomas Gorges, der nun Gouverneur von Hurst Castle war, überredete seine Gattin, die Königin um die Überlassung eines ihm bekannten Schiffswracks der besiegten spanischen Armada zu bitten. Das Geschenk wurde gewährt und das Gold und Silber, das aus dem Wrack gehoben werden konnte, finanzierte die Fertigstellung des Schlosses unter der Aufsicht von John Thorpe bis 1591. Die Familie lebte einige Jahre im Schloss, bis dieses vollständig fertiggestellt war.
Das Hauptgebäude hatte mehrere Etagen und war dreieckig mit einem runden Turm an jeder Ecke; die drei Türme stellten den Vater, den Sohn und den Heiligen Geist dar. Es gab eine Kapelle, einen Küchentrakt, verschiedene Boudoirs und Salons, ebenso wie Gemächer. Kaltes Trinkwasser wurde in mehrere Stockwerke gepumpt; es gab Toiletten, die mit Regenwasser gespült wurden. Ein Park, ein Obstgarten und ein Küchengarten waren angeschlossen.
1641 kaufte Hugh Hare, 1. Baron Coleraine, Longford Castle von Edward Gorges, 1. Baron Gorges of Dundalk, der hoch verschuldet war. 1717 wurde Longford Castle der Sitz der Familie Bouverie, nachdem es Sir Edward des Bouverie von den Coleraines gekauft hatte. Es heißt, dass Sir Edward sich sofort in das Schloss verliebte, als er es im Vorbeireiten im Tal liegen sah; er hatte genug Geld in seinen Satteltaschen um den Verkauf perfekt zu machen. Die folgenden Generationen der Familie ließen das Interieur des Schlosses  und den umgebenden Park verschönern. Aber Jacob, 2. Earl of Radnor, (1749–1828) beauftragte James Wyatt mit dem Umbau von Longford Castle von einem vernünftig bescheidenen Schloss in einen sechseckigen Palast „zur Verzweiflung künftiger Generationen“. Er ließ einen der elisabethanischen Türme abreißen und ihn durch einen größeren eigener Konstruktion ersetzen, zwei weitere Türme hinzufügen und alle miteinander verbinden. Das Palastkonzept wurde nie fertiggestellt. Jacob Pleydell-Bouverie, 4. Earl of Radnor, überwachte die letzten wesentlichen Änderungen an der Architektur des Schlosses, die Anthony Salvin durchführte. Diese umfassten die Anlage eines zweiten Innenhofes, die Überspannung des mittleren Innenhofes mit einer Kuppel und den Anbau eines Turmes mit quadratischem Grundriss, den man auf der Luftaufnahme sehen kann.
Das Schloss ist von English Heritage als historisches Bauwerk I. Grades gelistet.
Es ist heute der Sitz von William Pleydell-Bouverie, 9. Earl of Radnor, und an 28 Tagen jährlich im Rahmen von vorbestellten Führungen für die Öffentlichkeit zugänglich.

## Weitere Nutzungen
- Longford Castle war die Vorlage für das „Castle of Amphialeus“ in Sir Philip Sidneys The Countess of Pembroke's Arcadia (1580, veröffentlicht 1590)
- 1914–1918 diente das Schloss als Lazarett.[2]
- 1939–1945 war das Schloss mit britischen und US-amerikanischen Truppen belegt. Hier waren Montgomery, Mark Clark und Creagh einquartiert.[2]
- Eine Luftaufnahme von Longford Castle ist am Ende des Films Plötzlich Prinzessin als Schloss von Genovia zu sehen.